# 昂泰
昂泰（法語：Hantay，法語發音：[ɑ̃tɛ]）是法国上法兰西大区北部省的一个市镇，位于该省中部偏西南，属于里尔区和里尔欧洲都会区。

## 地理
昂泰（50°32'9"N, 2°52'20"E）面积2.09 平方千米，位于法国上法蘭西大區北部省，该省份为法国最北部的省份及最长的省份，西北濒北海，西接加来海峡省，南至埃纳省和索姆省，东与比利时接壤。
与昂泰接壤的市镇（或旧市镇、城区）包括：马尔基伊、萨洛梅、比利贝尔克洛。
昂泰的时区为UTC+01:00、UTC+02:00（夏令时）。

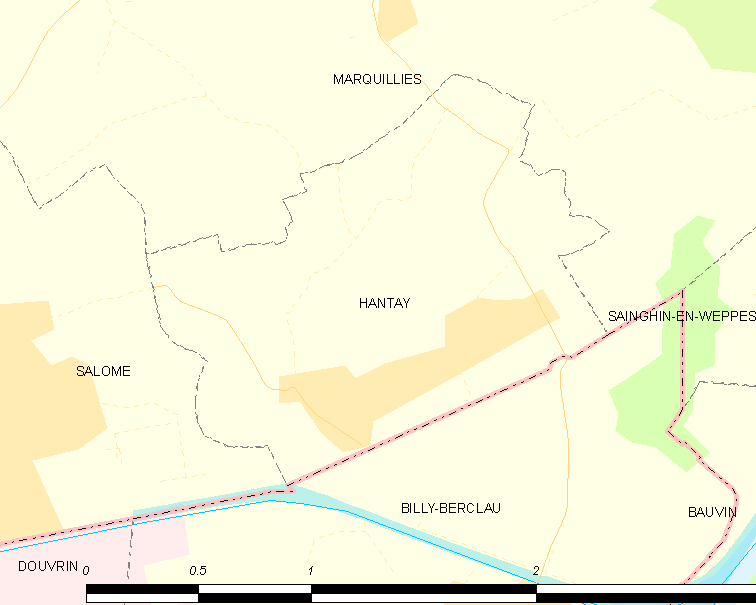
昂泰的OSM定位图

## 行政
昂泰的邮政编码为59496，INSEE市镇编码为59281。

## 政治
昂泰所属的省级选区为阿讷兰县。

## 人口

1962-2008年间昂泰人口变化图示

昂泰于2022年1月1日时的人口数量为1249人。